# Chadwick A. Trujillo
Chadwick A. Trujillo (22 de noviembre de 1973), también conocido como Chad Trujillo, es un astrónomo estadounidense, descubridor de asteroides y codescubridor de Eris, el planeta enano más masivo conocido del sistema solar.
Trujillo trabaja con software informático para calcular las órbitas de numerosos objetos transneptunianos (conocidos por su abreviatura inglesa TNO), que es el área del sistema solar en que se ha especializado. A finales de agosto de 2005, se anunció que Trujillo, junto con Michael E. Brown y David L. Rabinowitz, habían descubierto Eris en 2003. Tras el descubrimiento de su satélite Disnomia, Eris pasó a ser el primer TNO más masivo que Plutón.

## Carrera
Trujillo asistió a la Oak Park and River Forest High School en Oak Park (Illinois). En 1995 recibió su licenciatura en Física en el Instituto Tecnológico de Massachusetts, y fue miembro del capítulo XI de Tau Epsilon Phi. En el año 2000 recibió el grado de doctor en Astronomía en la Universidad de Hawái. Trujillo fue más tarde un becario posdoctoral en el Instituto de Tecnología de California (Caltech, por sus siglas en inglés) y es astrónomo en el Observatorio Gemini en Hawái. Sus intereses principales se centran en el cinturón de Kuiper y en las regiones exteriores del sistema solar.

## Descubrimientos
En 2017, el Minor Planet Center lo acredita como codescubridor de 54 asteroides entre 1996 y 2013, entre los que se incluyen algunos objetos transneptunianos del cinturón de Kuiper. El Minor Planet Center acredita sus descubrimientos principalmente como C. A. Trujillo, aunque en dos casos le acredita únicamente como C. Trujillo y en uno como C. W. Trujillo. Asimismo se le atribuye el descubrimiento del satélite del planeta menor Eris, llamado Disnomia.
Ha participado de una u otra manera en el descubrimiento de todos los plutoides conocidos:
- (50000) Quaoar, codescubierto con Michael E. Brown.
- (90377) Sedna , codescubierto con Brown y David L. Rabinowitz y posiblemente el primer objeto conocido de la lejana Nube de Oort.
- (90482) Orcus, codescubierto con Brown y Rabinowitz.
- (136199) Eris, codescubierto con Brown y Rabinowitz y el único TNO conocido más masivo que Plutón.[3]
- (136472) Makemake, codescubierto con Brown y Rabinowitz en 2005.[6]
- (136108) Haumea, cuyo descubrimiento está acreditado al Observatorio de Sierra Nevada (España) y que independientemente también fue descubierto por Brown, Rabinowitz y Trujillo.[7]

| Asteroides descubiertos: 55 | Asteroides descubiertos: 55 |
| --- | --------------------------- |
| (15874) 1996 TL66 | 9 de octubre de 1996        |
| (15875) 1996 TP66 | 11 de octubre de 1996       |
| (15883) 1997 CR29 | 3 de febrero de 1997        |
| (19308) 1996 TO66 | 12 de octubre de 1996       |
| (20161) 1996 TR66 | 8 de octubre de 1996        |
| (24952) 1997 QJ4 | 28 de agosto de 1997        |
| (24978) 1998 HJ151 | 28 de abril de 1998         |
| (26375) 1999 DE9 | 20 de febrero de 1999       |
| (33001) 1997 CU29 | 6 de febrero de 1997        |
| (50000) Quaoar | 4 de junio de 2002          |
| (59358) 1999 CL158 | 2 de noviembre de 1999      |
| (60608) 2000 EE173 | 3 de marzo de 2000          |
| (65489) Ceto | 22 de marzo de 2003         |
| (66652) Borasisi | 8 de septiembre de 1999     |
| (79360) Sila–Nunam | 3 de febrero de 1997        |
| (79969) 1999 CP133 | 11 de febrero de 1999       |
| (79978) 1999 CC158 | 15 de febrero de 1999       |
| (79983) 1999 DF9 | 20 de febrero de 1999       |
| (84719) 2002 VR128 | 3 de noviembre de 2002      |
| (90377) Sedna | 4 de noviembre de 2003      |
| (90482) Orcus | 17 de febrero de 2004       |
| (91554) 1999 RZ215 | 8 de septiembre de 1999     |
| (118228) 1996 TQ66 | 8 de octubre de 1996        |
| (119951) 2002 KX14 | 17 de mayo de 2002          |
| (120178) 2003 OP32 | 26 de julio de 2003         |
| (120348) 2004 TY364 | 3 de octubre de 2004        |
| (126154) 2001 YH140 | 18 de diciembre de 2001     |
| (126155) 2001 YJ140 | 20 de diciembre de 2001     |
| (129746) 1999 CE119 | 10 de febrero de 1999       |
| (134568) 1999 RH215 | 7 de septiembre de 1999     |
| (136199) Eris | 8 de enero de 2005          |
| (136472) Makemake | 31 de marzo de 2005         |
| (137294) 1999 RE215 | 7 de septiembre de 1999     |
| (137295) 1999 RB216 | 8 de septiembre de 1999     |
| (148112) 1999 RA216 | 8 de septiembre de 1999     |
| (168700) 2000 GE147 | 2 de abril de 2000          |
| (175113) 2004 PF115 | 7 de agosto de 2004         |
| (181867) 1999 CV118 | 10 de febrero de 1999       |
| (181868) 1999 CG119 | 11 de febrero de 1999       |
| (181871) 1999 CO153 | 12 de febrero de 1999       |
| (181902) 1999 RD215 | 6 de septiembre de 1999     |
| (208996) Achlys | 13 de enero de 2003         |
| (250112) 2002 KY14 | 19 de mayo de 2002          |
| (307251) 2002 KW14 | 15 de mayo de 2002          |
| (307261) Máni | 19 de junio de 2002         |
| (341520) Mors–Somnus | 14 de octubre de 2007       |
| (385201) 1999 RN215 | 7 de septiembre de 1999     |
| (385571) Otrera | 16 de octubre de 2004       |
| (385695) 2005 TO74 | 8 de octubre de 2005        |
| (415720) 1999 RU215 | 7 de septiembre de 1999     |
| (469306) 1999 CD158 | 10 de febrero de 1999       |
| (471143) 2010 EK139 | 13 de marzo de 2010         |
| (471165) 2010 HE79 | 21 de abril de 2010         |
| (471921) 2013 FC28 | 17 de marzo de 2013         |
| (547375) 2010 PC88 | 3 de noviembre de 2013      |
| Chadwick A. Trujillo ha realizado 55 descubrimientos de asteroides, todos ellos codescubrimientos junto a los siguientes astrónomos:. 1. 2. 3. 4. 5. 6. 7. 8. 9. 10. 11. 12. |                             |
| |                             |

## Epónimos
El asteroide (12101) Trujillo, descubierto por el programa LONEOS en 1998, ha sido nombrado en su honor.